# Chordodes silvestri
Chordodes silvestri är en tagelmaskart som beskrevs av Lorenzo Camerano 1895. Chordodes silvestri ingår i släktet Chordodes och familjen Chordodidae. Inga underarter finns listade i Catalogue of Life.